# سيلفيا زايدل
سيلفيا زايدل (بالألمانية: Silvia Seidel )‏ (و. 1969 – 2012 م) هي ممثلة، وممثلة أفلام ألمانية، ولدت في ميونخ، توفيت في ميونخ، عن عمر يناهز 43 عاماً.

## وصلات خارجية
- سيلفيا زايدل على موقع IMDb (الإنجليزية)
- سيلفيا زايدل على موقع ألو سيني (الفرنسية)
- سيلفيا زايدل على موقع ديسكوغز (الإنجليزية)
- سيلفيا زايدل على موقع قاعدة بيانات الفيلم (الإنجليزية)
- سيلفيا زايدل على موقع كينوبويسك (الروسية)

- سيلفيا زايدل في قاعدة بيانات الأفلام على الإنترنت